# مارتین روژک
مارتین روژک (چکی: Martin Růžek؛ ۲۳ سپتامبر ۱۹۱۸ – ۱۸ دسامبر ۱۹۹۵) بازیگر اهل جمهوری چک بود.
از فیلم‌ها یا برنامه‌های تلویزیونی که وی در آن نقش داشته است می‌توان به آدلا هنوز شام نخورده، اگر یک‌هزار کلارینت و پتک جادوگران اشاره کرد.